# Обручённая
«Обручённая» или «Обручённые» (англ. The Betrothed), — исторический роман Вальтера Скотта, посвящённый временам правления Генриха II Плантагенета. Он был впервые опубликован в 1825 году и вместе с романом «Талисман» входит в цикл «Рассказы о крестоносцах» (англ. Tales of the Crusaders). Части романа Франческо Мария Пьяве позднее использовал для написания либретто для оперы Джузеппе Верди «Арольдо» (1857).

## Публикация
Сам Вальтер Скотт относился к этому роману скептически и не хотел его заканчивать. Он продолжал писать новые главы, но все они не удовлетворяли его по качеству. Однако издатель Скотта, Джеймс Баллантайн, желал опубликовать «Обручённую» совместно с романом «Талисман», над которым уже начал работать Скотт и который Баллантайн оценил очень высоко. Издатели сочли, что достоинства «Талисмана» скроют недостатки этого романа. Таким образом, эти произведения были изданы совместно 22 июня 1825 года.

## Восприятие и критическая оценка
Несмотря на опасения автора, роман был хорошо встречен критиками и читателями и был сочтён достойным «Талисмана». Лишь The Monthly Review назвал его «глупой сказочкой», а по мнению журналиста Edinburgh Magazine, роман читался тяжело и местами написан неаккуратно. Потомки оценили «Обручённую» хуже. Биограф Скотта Хескет Пирсон отметил, что «Обручённая» «завоевала бы одно из первых мест в состязании худших и глупейших книг, вышедших из-под пера гения».